# Nick Itkin
Nick Itkin (Los Angeles, 9 ottobre 1999) è uno schermidore statunitense, specializzato nel fioretto.

## Carriera
Nel 2021, assieme a Gerek Meinhardt, Alexander Massialas e Race Imboden, ha vinto la medaglia di bronzo nel fioretto a squadre ai Giochi olimpici di Tokyo; nel 2022 ha vinto la medaglia di bronzo nel fioretto individuale e quella d'argento nella prova a squadre ai Mondiali de Il Cairo.

## Palmarès
- Giochi olimpici

Tokyo 2020: bronzo nel fioretto a squadre.
Parigi 2024: bronzo nel fioretto individuale.
- Mondiali

Il Cairo 2022: argento nel fioretto a squadre; bronzo nel fioretto individuale.
Milano 2023: argento nel fioretto individuale.
Tbilisi 2025: argento nel fioretto a squadre.
- Campionati panamericani

Toronto 2019: oro nel fioretto a squadre.
Asunción 2022: oro nel fioretto a squadre; bronzo nel fioretto individuale.
- Mondiali giovanili

Verona 2018: oro nel fioretto individuale; bronzo nel fioretto a squadre.